# تيري تولاسن
تيري تولاسن (بالفرنسية: Thierry Tulasne)‏ مواليد 12 يوليو 1963 في فرنسا، هو لاعب كرة مضرب فرنسي سابق وكان يلعب باليد اليمنى. أعلى تصنيف له في الفردي كان المركز الـ 10 في سنة 1986. أعلى تصنيف له في الزوجي كان المركز الـ 112 في سنة 1992.

## روابط خارجية
- تيري تولاسن على موقع رابطة محترفي التنس (الإنجليزية)
- تيري تولاسن على موقع الاتحاد الدولي لكرة المضرب (الإنجليزية)
- تيري تولاسن على موقع كأس ديفيز (الإنجليزية)
- تيري تولاسن على موقع خلاصة التنس.كوم (الإنجليزية)